# Mario Ferrero (calciatore 1909)
Mario Ferrero (Torino, 12 aprile 1909 – ...) è stato un calciatore italiano, di ruolo terzino.

## Carriera
Riserva allo Spezia nel 1925-1926, giocò tre partite in Serie B. Poi passò all'Alessandria dove giocò tre stagioni.